# Fagraea carstensensis
Espèce
Statut de conservation UICN

 DD  : Données insuffisantes
Fagraea carstensensis est une espèce de plantes de la famille des Gentianaceae.

## Publication originale
- Transactions of the Linnean Society of London, 2nd series: Botany 9: 111. 1916.